# Plaque Bellingshausen
Pour les articles homonymes, voir Bellingshausen.
La plaque Bellingshausen est une ancienne plaque tectonique de la lithosphère de la planète Terre. Elle tire son nom de la mer de Bellingshausen du nom de l'explorateur russe de l'Antarctique du XIXe siècle Fabian Gottlieb von Bellingshausen.
La plaque Bellingshausen a fusionné avec la plaque antarctique il y a 61 millions d'années (début du Paléogène) après avoir été indépendante à la fin du Crétacé et au début du Paléogène.
La plaque Bellingshausen se situait à proximité de la Terre Marie Byrd mais ses frontières sont mal définies.